# Placa fotoestimulable

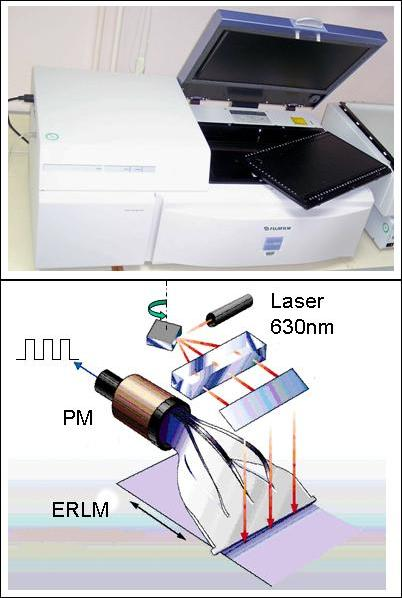
Escàner Fujifilm FLA7000 - Descripció del procés de lectura d'una Placa de fòsfor fotoestimulable (ERLM) mitjançant un fes làser desviat per un mirall giratori poligonal. Els fotons de la luminescència són canalitzats a través d'una guia de llum cap al tub fotomultiplicador (PM).

Placa de fòsfor fotoestimulable (PSP: photostimulable phosphor plate), també coneguda com a placa d'imatge (IP: Imaging Plate) o placa radioluminiscent, és una placa metaestable àmpliament utilitzada en el camp de la Radiologia/Radiografia digitals, amb una tecnologia que rep el nom de radiografia computarizada (CR), en directa competència amb la (DR) que empra el panell detector pla digital (Flat Panell detector).
El fenomen utilitzat en aquest tipus de tecnologia també es coneix com a luminescència fotoestimulable (PSL).
Aquesta tecnologia permet l'emmagatzematge d'un senyal radioactiu feble en una placa de fòsfor que pren el lloc del casset de pel·lícula fotogràfica utilitzat en una radiografia clàssica. Normalment es pot utilitzar per gravar una imatge bidimensional d'una radiació de curta longitud d'ona (en general, una radiació de rajos X).
A diferència d'una placa fotogràfica, una placa del tipus PSP pot ser reutilitzada moltes vegades: Les plaques poden ser "esborrades", mitjançant l'exposició de la placa a una llum blanca d'intensitat ambiental.

## Explicació del procés
Per a la generació d'una imatge cal exposar placa metaestable dues vegades: la primera exposició, "grava" la imatge amb la radiació de la mostra, i llavors, una segona exposició (en general feta mitjançant un làser de longitud d'ona visible) "llegeix" la imatge.

### Exposició inicial
Amb l'exposició inicial, els electrons excitats de la capa de fòsfor queden "atrapats" en "centres de color" dins de l'enreixat cristal·lí fins que són estimulats per la segona il·luminació. Per exemple, la capa de fòsfor fotoestimulable de Fujifilm està dipositada sobre un suport de pel·lícula de polièster flexible amb una grandària de gra d'al voltant de 5 Micròmetre (unitat de longitud)s, i té una composició definida majorment com a "fluorobromuro de bari, encara que conté una petita quantitat d'europi bivalente com a centre de luminescència ".
L'europi és un catió divalent que reemplaça el bari per crear una solució sòlida. Quan els ions de Eu 2+ són copejats per la radiació ionitzant, perden un electró addicional per convertir-se en ions de Eu 3+. Aquests electrons penetren en la banda de conducció del cristall i queden atrapades dins de la xarxa buida dels ions de brom dels cristalls de fluorobromuro de bari.

### Segona exposició
Aquest estat metaestable és més alt en energia que l'estat original, per la qual cosa una font de llum de freqüència més baixa, en incidir sobre els electrons atrapats en la banda de conducció, malgrat tenir una energia insuficient per crear més ions Eu 3+, els fa tornar al seu estat primitiu.
A mesura que aquests electrons mobilitzats troben ions Eu 3+, alliberen una luminescència blava-violeta de 400 nm. Aquesta llum es produeix en una quantitat proporcional al nombre d'electrons atrapats inicialment, i per tant, proporcional al senyal de rajos X original, sent captada per un escàner especial (normalment mitjançant un tub fotomultiplicador), que converteix el senyal resultant en una imatge digital.

## Història
L'empresa japonesa Fujifilm va ser la pionera en l'ús comercial de les plaques de fòsfor fotoestimulable, en llançar al mercat en 1980 el Phosphorimager, nom amb què es va passar a conèixer el dispositiu emprat per llegir la placa de fòsfor fotoestimulable (de vegades abreujat com PhosphoImager), amb la seva aplicació més comuna en la biologia molecular per detectar radiomarcadores en proteïnes i àcids nucleics fosforilados.

## Utilització

### Medical X-ray Imaging
Avui dia en els hospitals moderns, les plaques amb tecnologia PSP utilitza per a imatges de rajos X en lloc de la placa fotogràfica clàssica, en un procés anomenat radiografia computarizada a causa que les plaques de fòsfor fotoestimulable poden ser utilitzades moltes vegades, immediatament una rere l'altra.

### Estudis de difracció dels rajos X
Les plaques de fòsfor fotoestimulable s'han utilitzat en nombrosos estudis de cristal·lografia.